# Lloyd Banks
Christopher Lloyd poznatiji kao Lloyd Banks (Baltimore, Maryland, 30. travnja 1982.) je newyorški reper i član grupe G-Unit.

## Životopis
Rođenim imenom Christopher Charles Lloyd, Lloyd Banks je rođen u Baltimoreu, ali je odrastoa na ulicam South Jamaice u Queensu u New Yorku.
Lloyd Bank je repao još od srednje škole, ali je službeno počeo karijeru 1992. godine. Najbolje je pokazao svoj talent na albumu Beg For Mercy G-Unita, tada je stekao većinu slave. Svoje ime je uzeo od djedovog imena "Banks" i svoga prezimena.
U rujnu 2001. je ustrijeljen s dva metaka u South Jamaici.
Album "The Hunger for More" je izdao u lipnju 2004. Najveći hit na albumu je pjesma "On Fire" na kojoj gostuje 50 Cent. U prvom tjednu je prodano 434. 000 primjeraka, a danas sve ukupno je prodano oko 2 milijuna primjeraka.
Drugi studijski album je trebao biti "The Big Withdraw". Ali je na internetu bilo već ispušteno 23 pjesme s albuma prije namijenjenog izlaska. Zbog toga je Banks odustao od tog albuma i započeo novim, zvanim "Rotten Apple". Na tržište je izašao 10. listopada 2006. Na prvi tjedan je prodano 143. 000 primjeraka. Izdane su tri pjesme: "Hands Up", "The Cake" i "Help".
Lloyd Banks je ostao vjeran fanovima iako nije izdavao službene albume od 2006., i to putem svojih mixtapeova, zbog kojih je u početku i imao momentum koji ga je doveo do komercijalnog uspjeha. Izdao je 5 mixtapeova putem www.thisis50.com stranica, koji su mu polako povratili temelje, te je nedavno izdo prvi single svog trećeg studijskog albuma koji dolazi na ljeto 2010. godine. Singl se zove "Beamer, Benz, or Bentley" i trenutačno je jedna od najpopularnijih pjesama u hip hop vodama. Uskoro izdaje i nove singleove.

## Diskografija
- The Hunger for More (2004.)
- Rotten Apple (2006.)
- H.F.M. 2 (Hunger for More 2) (2010.)

## Filmografija
| Film                   | Uloga    | Godina |
| ---------------------- | -------- | ------ |
| Before I Self Destruct | Profesor | 2009.  |
| Morning Glory          | On sam   | 2010.  |

## Vanjske poveznice
- Službena stranica  Arhivirana inačica izvorne stranice od 6. veljače 2011. (Wayback Machine)
- Lloyd Banks[neaktivna poveznica] na Allmusicu
- Lloyd Banks na MySpaceu
- Lloyd Banks na Internet Movie Databaseu